# Dichelonyx clypeata
Dichelonyx clypeata är en skalbaggsart som beskrevs av Horn 1876. Dichelonyx clypeata ingår i släktet Dichelonyx och familjen Melolonthidae. Inga underarter finns listade i Catalogue of Life.